# كدين
كدين قرية في ناحية كنسبا التابعة لمنطقة الحفّة في محافظة اللاذقية. بلغ عدد سكانها 552 نسمة حسب تعداد عام 2004.